# Arch of Triumph
 Arch of Triumph és una pel·lícula estatunidenca dirigida per Lewis Milestone segons la novel·la d'Erich Maria Remarque estrenada el 1948.

## Argument
En vigílies de la Segona Guerra mundial, Ravic, un cirurgià de renom, és torturat per Haake, un agent de la Gestapo. Se’n va del seu país i es refugia il·legalment a París. Hi coneix Joan Madou, que el salva del suïcidi. S'enamoren un de l'altre i aconsegueixen arribar a la Costa Blava. Però Ravic és descobert per la policia i és extradit. Aconsegueix tanmateix tornar a França després de diversos mesos…

## Repartiment
- Ingrid Bergman: Joan Madou
- Charles Boyer: Dr. Ravic
- Charles Laughton: Ivon Haake
- Louis Calhern: Coronel Boris Morosov
- Ruth Warrick: Kate Bergstroem
- Roman Bohnen: Dr. Veber
- J. Edward Bromberg: Gestor de l'hotel a Verdun
- Ruth Nelson: Madame Fessier
- Stephen Bekassy: Alex
- Curt Bois
- Art Smith: Inspector
- Michael Romanoff: capità Alidze